# Arkab Posterior
Arkab Posterior (beta2 Sagittarii) is een ster in het sterrenbeeld Boogschutter (Sagittarius).